# Septentrion (Cameroun)
Pour les articles homonymes, voir Septentrion.
Ne doit pas être confondu avec Cameroun septentrional.
Le Cameroun septentrional, encore appelé le Septentrion, est la partie du pays qui couvre trois régions administratives : l’Adamaoua (Ngaoundéré), l’Extrême-Nord (Maroua) et le Nord (Garoua).

## Description
Le Cameroun du Septentrion regroupe un ensemble complexe de tribus et populations. C'est parti du grand nord Cameroun elle est le lieu de rencontre de plusieurs peuples, culture, langue, population et histoire et civilisation. Les identités dans cette région ne sont pas figées, mais mouvantes. Après l'indépendance du Cameroun, le septentrion constitue une seule grande province qui est alors appelée la province du Nord.  
Après le découpage administratif des années 1980, cette grande province du Nord est découpée en 3 provinces que sont l'Adamaoua, l'Extrême-Nord et le Nord.